# みろく庵
みろく庵（みろくあん）は、かつて東京都渋谷区千駄ヶ谷4丁目に存在した蕎麦店、居酒屋。

## 概要
千駄ケ谷駅に近く、また将棋会館にも近いことから、棋士が良く利用し、また対局の出前を取る店として知られた。特に、2017年（平成29年）に藤井聡太四段（当時）が連勝記録で注目された頃から、対局中に藤井四段が出前を取る店として全国的な注目を集めるようになった。
他に神宮球場や東京ヤクルトスワローズのクラブハウスからも近く、スワローズの選手からも出前の定番の店の一つとして使われていた。
1982年（昭和57年）3月の創業から36年以上営業していたが、ビルの建て替えによる立ち退きを家主から求められたのを契機に、2019年（平成31年）3月31日をもって閉店することとなった。2019年（平成31年）2月に立ち退きの話はなくなったが、既に従業員の転職先などが決まっており、高齢となっていた経営者も予定通り閉店することとした。同年4月28日には、AbemaTVが同店で「AbemaTVトーナメント」のパブリックビューイングを行い「1日限りの復活」となったが、これを最後に完全に閉店した。

## 棋士たちの出前
みろく庵の出前は、将棋会館で対局に臨む棋士たちが愛用していた。加藤一二三、羽生善治、渡辺明らもその中に入っていた。
藤井聡太は、加藤一二三と対局した2016年（平成28年）12月24日のデビュー戦で、みろく庵の「味噌煮込みうどん」を注文した。2017年（平成29年）6月26日、公式戦29連勝の記録を樹立した対局では、「豚キムチうどん」をとっていた。店には、同じメニューを求める客が数多く訪れ、売り切れになった。
その藤井の記録を7月2日に止めた佐々木勇気の注文は「肉豆腐定食（餅追加）」であった。
また、丸山忠久は、「唐揚げ定食」に唐揚げを3個追加するのを常としており、ファンの間ではこの頼み方を「丸山定食」と称していたという。
先崎学によれば、みろく庵の蕎麦は「出前に強いそば」「コシがしっかりして角がたっているので伸びにくい」という特徴があり、比較的メニューの当たり外れも少ない店だったが、親子丼だけは不味く、村山慈明や藤井猛もその不味さを認めるほどだったという。